# Markku Pölönen
Markku Pölönen, född 16 september 1957 i Eno, är en finländsk filmregissör och manusförfattare.
I Markku Pölönens filmer speglas Finlands närhistoria, ofta i en rural miljö. Bildspråket är filmatiskt, landskap och omgivningar ges både estetiska och symboliska värden och berättelserna innefattar ofta en varm och människonära humor. 
Pölönen fick sitt genombrott med Lyckans land (1993), som belönades med ett flertal priser. Hans kommersiella genombrott skedde med Det sista bröllopet (1995), årets mest sedda finska film detta år. Filmen baserar sig på en bok av Heikki Turunen och behandlar generationsklyftor och avfolkningsbygder i Finland under de decennier ungdomen ofta emigrerade till Sverige.
I filmen Sommaren vid älven (1998) blandas stockflottarromantik med den moderna tidens krav på ansvar, medan Koirankynnen leikkaaja (2004) bygger på en roman av Veikko Huovinen. Den handlar om en man som sårats i kriget, en god människa som på grund av sin skada blir som barn på nytt. Hans mission, att rädda en hund, för honom på en resa genom det fattiga och karga Finland åren strax efter kriget. 
Markku Pölönen tilldelades Pro Finlandia-medaljen 2016. Pölönen har uppgett att han har Aspergers syndrom.

## Filmografi i urval
- 1993 – Lyckans land (Onnen maa)
- 1995 – Det sista bröllopet (Kivenpyörittäjän kylä)
- 1998 – Sommaren vid älven (Kuningasjätkä)
- 2000 – Badding
- 2001 – Emmauksen tiellä
- 2004 – Koirankynnen leikkaaja
- 2018 – Det egna landet (Oma maa)